# Cirrhochrista saltusalis
Cirrhochrista saltusalis là một loài bướm đêm trong họ Crambidae.